# (39422) 3109 T-2
3109 T-2 (asteroide 39422) é um asteroide da cintura principal. Possui uma excentricidade de 0.12701730 e uma inclinação de 10.75493º.
Este asteroide foi descoberto no dia 30 de setembro de 1973 por Cornelis Johannes van Houten e Ingrid van Houten-Groeneveld e Tom Gehrels em Palomar.